# ديفيد ليونارد
ديفيد ليونارد (25 نوفمبر 1965 - ) (بالإنجليزية: David Leonard)‏ هو لاعب كريكت نيوزلندي.